# Clay County (Indiana)
Clay County ist ein County im Bundesstaat Indiana der Vereinigten Staaten. Der Verwaltungssitz (County Seat) ist Brazil.

## Geographie
Das County liegt im Südwesten von Indiana, ist im Westen etwa 45 km von Illinois entfernt und hat eine Fläche von 933 Quadratkilometern, wovon sieben Quadratkilometer Wasserfläche sind. Es grenzt im Uhrzeigersinn an folgende Countys: Parke County, Putnam County, Owen County, Greene County, Sullivan County und Vigo County.

## Geschichte

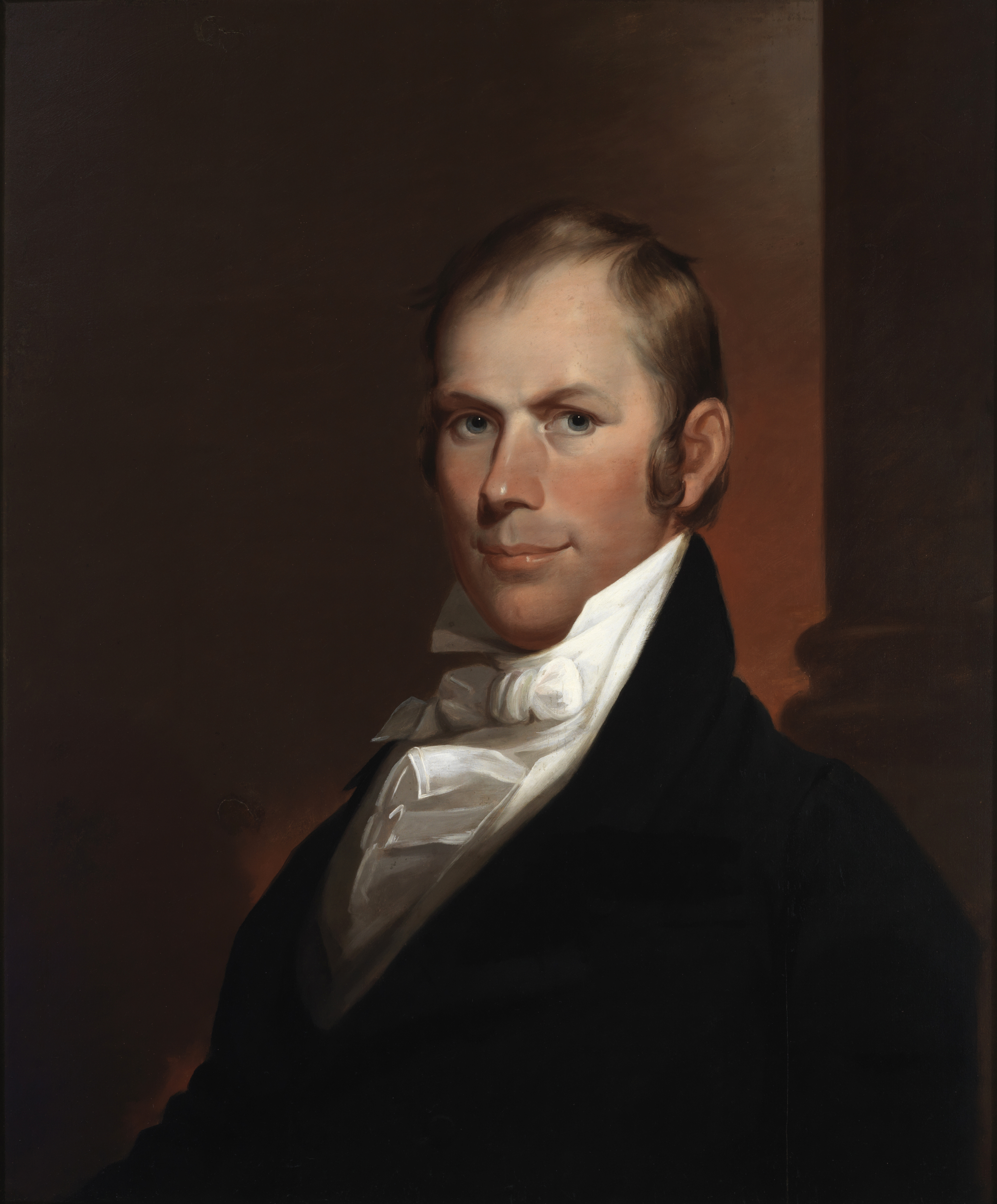
Henry Clay

Clay County wurde am 12. Februar 1825 aus Teilen des Owen County, Putnam County, Sullivan County und Vigo County gebildet. Benannt wurde es nach Henry Clay einem US-amerikanischen Politiker, Mitglied des Repräsentantenhauses, Senator, Außenminister und Gegner der Sklaverei.
Der erste Sitz der Countyverwaltung war Bowling Green mit dem ersten, 1928 erbauten, Bezirksgericht. Mit dem Bau der National Road (heute US 40) und verschiedenen Eisenbahnlinien rückte die Stadt Brazil an erste Stelle der Erreichbarkeit und 1876 wurde der Sitz der Countyverwaltung verlegt. Das alte Bezirksgerichtsgebäude brannte aus und ein neues wurde in Brazil errichtet. Das nächste wurde 1914 erbaut und ist noch heute in Betrieb.
14 Bauwerke und Stätten des Countys sind im National Register of Historic Places eingetragen (Stand 31. August 2017).

## Demografische Daten

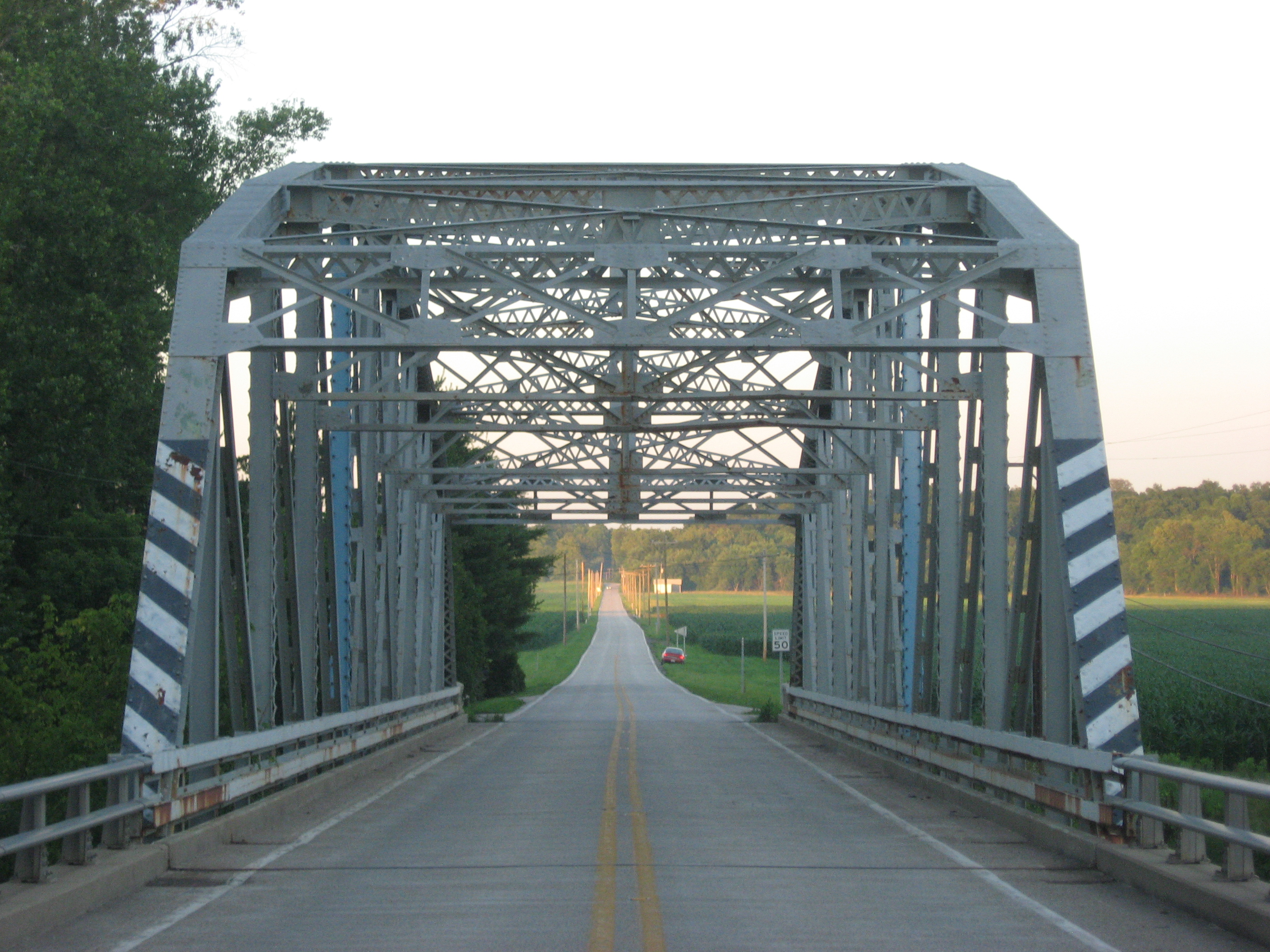
Die Indiana State Road 42 Bridge über den Eel River, gelistet im NRHP

Nach der Volkszählung im Jahr 2000 lebten im Clay County 26.556 Menschen in 10.216 Haushalten und 7.437 Familien. Die Bevölkerungsdichte betrug 29 Einwohner pro Quadratkilometer. Ethnisch betrachtet setzte sich die Bevölkerung zusammen aus 98,38 Prozent Weißen, 0,33 Prozent Afroamerikanern, 0,24 Prozent amerikanischen Ureinwohnern, 0,11 Prozent Asiaten, 0,02 Prozent Bewohnern aus dem pazifischen Inselraum und 0,23 Prozent aus anderen ethnischen Gruppen; 0,68 Prozent stammten von zwei oder mehr Ethnien ab. 0,58 Prozent der Bevölkerung waren spanischer oder lateinamerikanischer Abstammung.
Von den 10.216 Haushalten hatten 33,6 Prozent Kinder unter 18 Jahre, die mit ihnen im Haushalt lebten. 59,7 Prozent waren verheiratete, zusammenlebende Paare, 9,4 Prozent waren allein erziehende Mütter und 27,2 Prozent waren keine Familien. 23,8 Prozent waren Singlehaushalte und in 12,3 Prozent lebten Menschen mit 65 Jahren oder darüber. Die Durchschnittshaushaltsgröße betrug 2,57 und die durchschnittliche Familiengröße lag bei 3,03 Personen.
26,1 Prozent der Bevölkerung waren unter 18 Jahre alt, 8,6 Prozent zwischen 18 und 24, 27,8 Prozent zwischen 25 und 44 Jahre. 22,5 Prozent zwischen 45 und 64 und 15,1 Prozent waren 65 Jahre alt oder älter. Das Durchschnittsalter betrug 37 Jahre. Auf 100 weibliche Personen kamen 94,3 männliche Personen. Auf 100 Frauen im Alter von 18 Jahren und darüber kamen 92,1 Männer.
Das jährliche Durchschnittseinkommen eines Haushalts betrug 36.865 USD, das Durchschnittseinkommen der Familien 41.863 USD. Männer hatten ein Durchschnittseinkommen von 31.611 USD, Frauen 21.593 USD. Das Prokopfeinkommen betrug 16.364 USD. 6,4 Prozent der Familien und 8,7 Prozent der Bevölkerung lebten unterhalb der Armutsgrenze.

## Orte im County
- Art
- Ashboro
- Asherville
- Barrick Corner
- Bee Ridge
- Benwood
- Billtown
- Billville
- Bogle Corner
- Bowling Green
- Brazil
- Brunswick
- Buchanan Corner
- Carbon
- Cardonia
- Center Point
- Cherryvale
- Clay City
- Cloverland
- Coalmont
- Cory
- Eel River
- Harmony
- Hickory Island
- Hirt Corner
- Hoosierville
- Howesville
- Knightsville
- Lap Corner
- Lena
- Old Hill
- Perth
- Poland
- Pontiac
- Prairie City
- Roadman Corner
- Saline City
- Shady Lane
- Staunton
- Stearleyville
- Turner
- Twin Beach

Townships
- Brazil Township
- Cass Township
- Dick Johnson Township
- Harrison Township
- Jackson Township
- Lewis Township
- Perry Township
- Posey Township
- Sugar Ridge Township
- Van Buren Township
- Washington Township